# Front Row
Front Row ist eine Software von Apple, die Mediencenter-Funktionalitäten unter Mac OS X bietet. Das Programm war von 2005 bis 2011 auf allen Macs vorinstalliert. Ebenfalls basierte die erste Softwareversion von Apple TV auf Front Row, wurde inzwischen jedoch durch eine eigenständige Entwicklung abgelöst.
Das Programm Front Row kann über die Tastatur oder über die spezielle Fernbedienung Apple-Remote gesteuert werden. Die Apple-Remote wird auch nach der Einstellung von Front Row weiter hergestellt und ist inzwischen in einer zweiten Generation erneuert worden.

## Geschichte
Am 12. Oktober 2005 stellte Apple-CEO Steve Jobs den iMac G5 (mit integrierter iSight-Kamera) zusammen mit der Software Front Row vor, sowie einige weitere Neuerungen in Apples Entertainment-Bereich (iPod mit Video-Fähigkeiten, iTunes 6 und die Apple-Remote-Fernbedienung).
Seitdem kann man im iTunes Store nicht nur Musik, sondern auch Musikvideos sowie Kurzfilme von Pixar (mittlerweile auch Spielfilme, und auch von anderen Filmgesellschaften) kaufen.
Am 10. Januar 2006 wurde neben dem neuen iMac (mit Intel-Prozessor) auch der Nachfolger des PowerBooks vorgestellt, das MacBook Pro, welches ebenfalls Front Row unterstützt.
Am 26. Oktober 2007 wurde zusammen mit dem Betriebssystem Mac OS X Leopard 10.5 eine neue Version von Front Row eingeführt. Es kann jetzt als Programm gestartet (/Applications/Front Row.app) und im Dock abgelegt werden. Außerdem hat sich das Design verändert, es entspricht nun in großen Teilen der Apple-TV-Oberfläche „Take 2“.
Am 20. Juli 2011 wurde Front Row mit der Veröffentlichung des Betriebssystem Mac OS X Lion 10.7 ersatzlos aus dem System entfernt. Es ist nicht mehr Bestandteil des Betriebssystems und auch über den App Store nicht erhältlich. Auf älteren Betriebssystemen (z. B. Mac OS X Snow Leopard) läuft Front-Row weiterhin, wird jedoch nicht mehr weiterentwickelt. Durch Kopieren des Programms aus älteren Betriebssystem-Versionen kann Front Row auch unter Mac OS X Lion installiert werden.

## Unterstützte Medien
In Front Row können Musik, Filme, Fernsehsendungen, Podcasts, Fotos und sofern der Mac mit dem Internet verbunden ist, Filmtrailer angesehen werden (je nach Verbindung und Verfügbarkeit auch in High Definition).

## Funktionen
- Musik:
  - Wiedergabe von Songs der iTunes-Mediathek.
- Filme:
  - Wiedergabe von Filmen und Fernsehsendungen aus der iTunes-Mediathek.
  - Wiedergabe von Filmen auf der Festplatte. Unterstützt werden alle Formate, die iTunes und QuickTime auch verarbeiten können (MP4, h.264).
- Podcasts:
  - Wiedergabe von Video- und Audiopodcasts aus der iTunes-Mediathek.
- Fotos:
  - Es lassen sich in der aktuellen Version Fotos aus iPhoto als Diashow wiedergeben.

## Bedienung

### Apple Remote

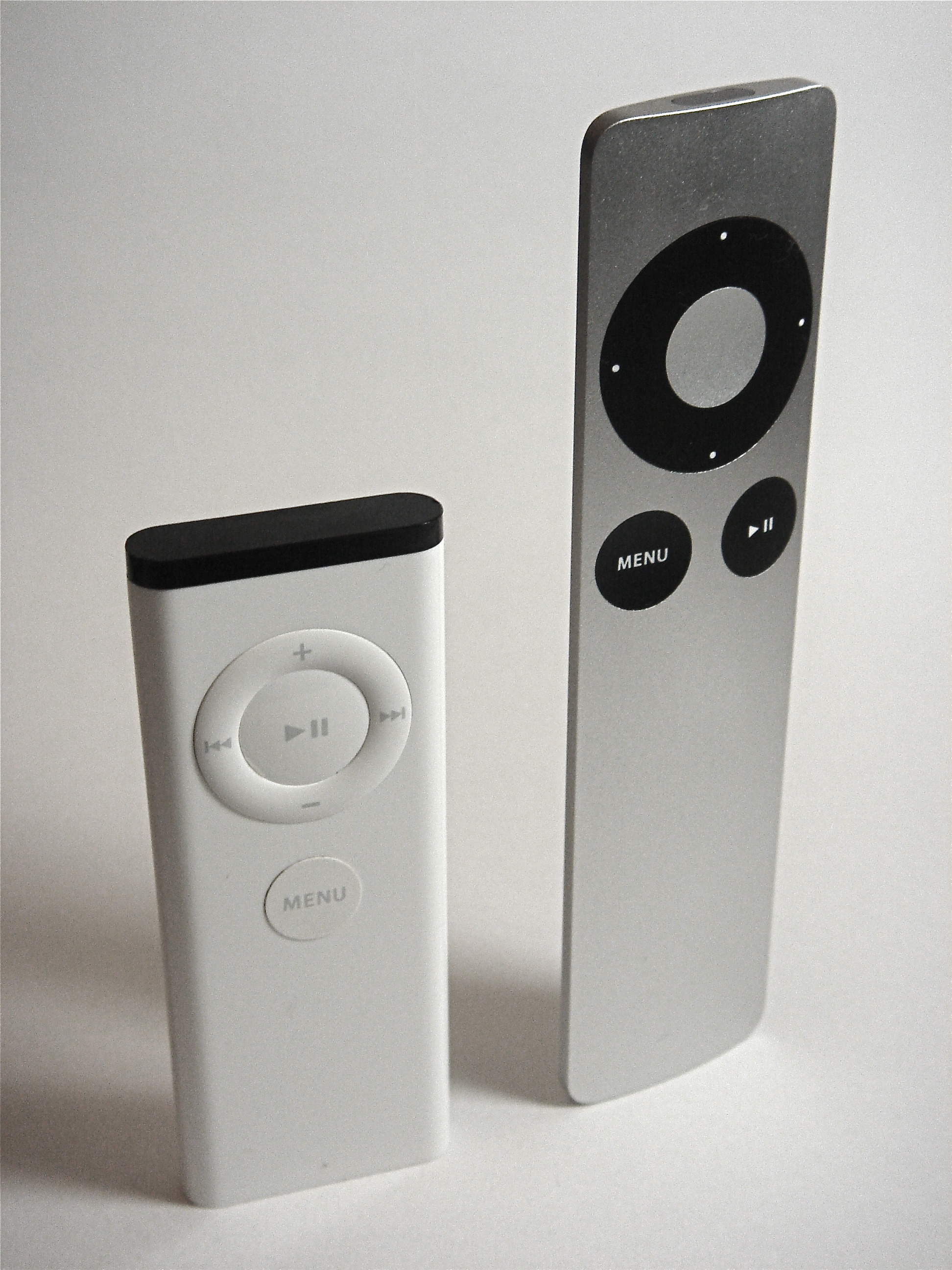
Apple Remote 1. Generation (links) und 2. Generation (rechts).

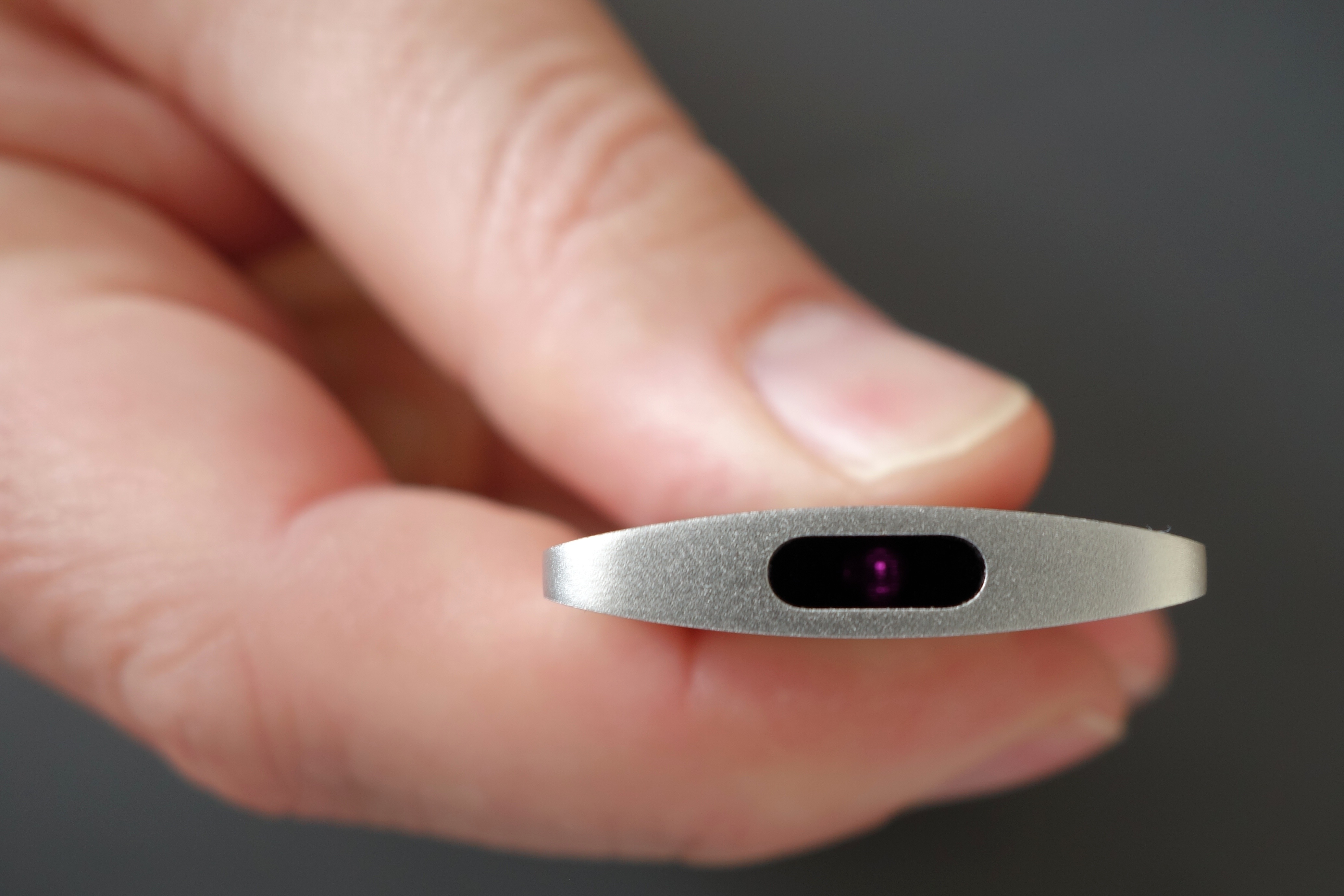
Apple Remote 2. Generation mit aktiver Infrarot-LED.

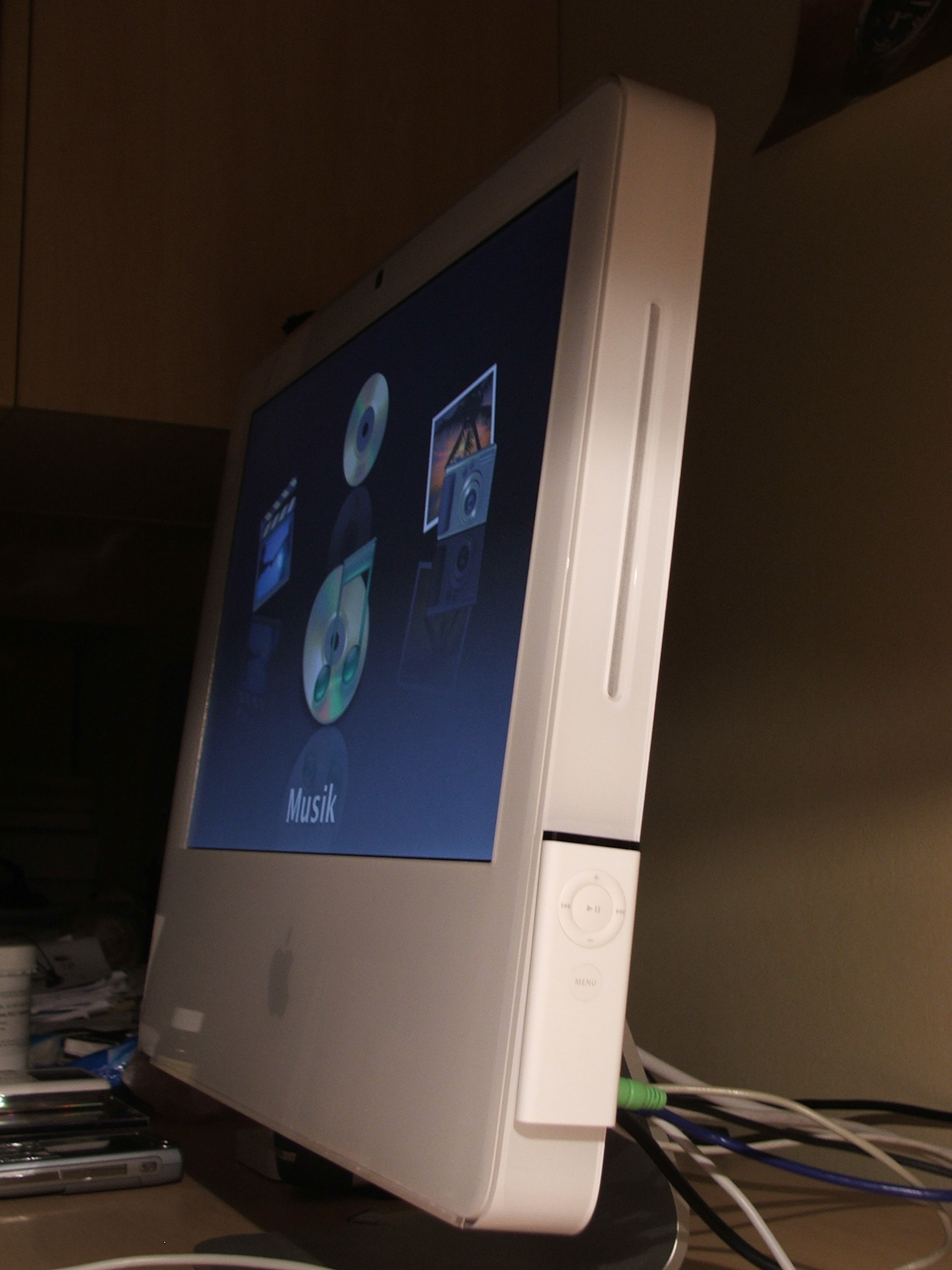
Apple iMac mit unsichtbarer magnetischer Halterung für Apple Remote 1. Generation.

Apple stellte am 12. Oktober 2005 auch die erste Generation der Apple Remote vor, einer Infrarot-Fernbedienung mit nur sechs Tasten (oben, unten, links, rechts, auswählen und zurück (beschriftet als „MENU“)), mit der man Front Row steuern kann.
Anfänglich lag die Apple Remote serienmäßig allen iMac und MacBook Modellen bei. Seit September 2008 ist das nur noch bei Apple TV und beim Apple Universal Dock der Fall.
Die Apple Remote der ersten Generation wurde 2006 mit dem red Dot Design Award ausgezeichnet.
Die zweite Generation von Apple Remote, vorgestellt am 20. Oktober 2009, besitzt eine zusätzliche Play/Pause-Taste, die von Front Row jedoch als Auswählen erkannt wird. Das Gehäuse ist jetzt nicht mehr aus Plastik, sondern aus einem Aluminiumblock gefräst nach dem Unibody-Design. Bei beiden Generationen dient eine wechselbare CR2032-Knopfzelle als Batterie.
Front Row kann mit der MENU-Taste gestartet werden.

### Tastatur
Man kann Front Row auch ohne die Apple Remote steuern. Das Starten erfolgt dann durch die Tastenkombination ⌘ + esc. Danach kann Front Row durch die Pfeiltasten, Return und Escape gesteuert werden.

### iPhone/iPod Touch
Front Row kann auch mithilfe diverser Remote-Apps gesteuert werden. Dazu müssen sich das Apple iPhone bzw. der iPod touch im selben Netzwerk wie der Mac befinden.

## Ähnliche Produkte
- Plex, die Mac-OS-X-Version des XBMC Media Center
- Windows Media Center
- LinuxMCE
- Moovida
- nessViewer